# Obligación civil
La obligación civil es un tipo de obligación que tiene la virtud de conferir acción para exigir su cumplimiento. Se opone a la obligación natural, que es aquella que no confiere derecho para exigir su cumplimiento, pero que cumplida, autoriza para retener lo que se ha dado o pagado en razón de ella. Las obligaciones civiles constituyen la regla general en materia de obligaciones, pues lo normal es que los derechos estén revestidos de acción para exigir que se cumplan, y tratándose de los derechos personales, que son los que pueden reclamarse de ciertas personas porque han contraído las obligaciones correlativas, las acciones se llaman personales. Al igual que las obligaciones naturales, las civiles también permiten retener lo pagado en razón de ellas.

## Regulación por países
- Artículo 515 del Código Civil de la Nación Argentina (vigente hasta 31 de diciembre de 2015).[3]
- Aceptado de facto en Brasil.[4]
- Artículo 1470 del Código Civil de Chile.[5]
- Artículo 1527 del Código Civil de Colombia.[6]
- Artículo 1486 del Código Civil de Ecuador.[7]
- Artículo 1441 del Código Civil de Uruguay.[8]